# The Astronomer's Telegram
The Astronomer's Telegram (littéralement « Le Télégramme de l'astronome » ; en abrégé ATel) est un service de publication sur Internet à préavis court permettant de diffuser rapidement des informations sur les nouvelles observations astronomiques,, dont par exemple des sursauts gamma,, des microlentilles, des supernovas, des novas et des événements transitoires en rayons X. Les télégrammes sont disponibles instantanément sur le site Web du service et distribués aux abonnés par courrier électronique dans les 24 heures.  
The Astronomer's Telegram est lancé le 17 décembre 1997 par Robert E. Rutledge, dans le but de partager rapidement (< 1 s) des informations présentant un intérêt pour les astronomes. Les télégrammes sont envoyés quotidiennement par courrier électronique, mais les événements sensibles au facteur temps peuvent être transmis instantanément. Depuis 2013, l'information est également diffusée sur Twitter et Facebook. 
Fin 2019, près de 13 400 télégrammes ont été publiés[réf. nécessaire].

## Histoire
Alors qu'il travaille à l'Institut Max-Planck de physique extraterrestre à Garching, Robert E. Rutledge crée le site après avoir utilisé le web en 1995-1996 pour aider à la découverte et à la caractérisation (par de nombreux scientifiques travaillant de manière informelle et collaborative) de GRO J1744-28, le « pulsar sursautant ». Les opérations commencent sérieusement au département d'astronomie de l'UC Berkeley (en), où Rutledge est chercheur postdoctoral invité avec le professeur Lars Bildsten (en). 
Le service attire l'attention internationale après le 20 mars 2018, lorsque Peter Dunsby (en) soumet un rapport sur un « événement optique transitoire très brillant proche des nébuleuses Trifide et de la Lagune ». Quarante minutes plus tard, il publie de nouveau, présentant ses excuses et affirmant que l'objet en question avait été « identifié comme étant Mars ». Les rédacteurs de The Astronomer's Telegram présentèrent ironiquement Dunsby comme le découvreur de Mars[réf. nécessaire]. 
Dunsby a ensuite décrit l'incident à Newsweek comme « une erreur honnête résultant simplement du fait de ne pas avoir vérifié ce qu'il y avait d'autre dans le champ de ma caméra, au cours d'une séance d'astrophotographie automatisée et de très peu d'importance dans l'ordre des choses. Le monde a besoin de sourire davantage, donc c'est quelque chose de bon qui est sorti de cet épisode. ». 